# Edith Niehuis
Edith Niehuis (geb. Janßen; * 2. August 1950 in Goelriehenfeld) ist eine deutsche Politikerin (SPD).
Sie war von 1998 bis 2002 Parlamentarische Staatssekretärin bei der Bundesministerin für Familie, Senioren, Frauen und Jugend.

## Leben und Beruf
Nach dem Abitur 1969 absolvierte Edith Niehuis ein Lehramtsstudium in Oldenburg und Göttingen, welches sie 1972 mit der ersten Staatsprüfung für das Lehramt an Volksschulen und nach einem weiteren Studium an der Pädagogischen Hochschule Niedersachsens 1977 als Diplom-Pädagogin beendete. 1983 erfolgte ihre Promotion zum Dr. phil. an der Georg-August-Universität Göttingen.
Von 1973 bis 1976 war Edith Niehuis wissenschaftliche Mitarbeiterin beim Paritätisches Bildungswerk. Anschließend war sie bis 1979 pädagogische Mitarbeiterin an der Heimvolkshochschule Jägerei Hustedt und von 1980 bis 1987 an der ländlichen Heimvolkshochschule Mariaspring. Von 1982 bis 1986 war sie Mitglied im Vorstand des Niedersächsischen Landesverbandes der Heimvolkshochschulen. 2007–2010 war sie Lehrbeauftragte am Otto-Suhr-Institut, dem Institut für Politikwissenschaft an der Freien Universität Berlin. 2016 wurde sie zur Präsidentin der Vereinigung ehemaliger Mitglieder des Deutschen Bundestages und des Europäischen Parlaments e. V. gewählt.
Edith Niehuis ist verheiratet und hat zwei Kinder.

## Partei
Seit 1972 ist sie Mitglied der SPD und hatte verschiedene Vorstandsfunktionen in der Partei und der AsF inne. So gehörte sie 1987–2001 dem SPD-Bezirksvorstand Hannover an und war mehrere Jahre Mitglied im Parteirat der SPD.

## Abgeordnete
Von 1987 bis 2002 war Edith Niehuis Mitglied des Deutschen Bundestages. Hier war sie von 1990 bis 1994 Vorsitzende des Ausschusses für Frauen und Jugend und von 1994 bis 1998 des Ausschusses für Familie, Senioren, Frauen und Jugend.
Edith Niehuis ist stets als direkt gewählte Abgeordnete des Wahlkreises Northeim – Osterode in den Bundestag eingezogen, zuletzt 1998 mit 56,8 %.

## Öffentliche Ämter
Am 27. Oktober 1998 wurde sie als Parlamentarische Staatssekretärin bei der Bundesministerin für Familie, Senioren, Frauen und Jugend in die von Bundeskanzler Gerhard Schröder geführte Bundesregierung berufen. Nach der Bundestagswahl 2002 schied sie am 22. Oktober 2002 aus dem Amt.

## Schriften (Auswahl)
Die Demokratiekiller. Fehlentwicklungen in der deutschen Politik. Berlin 2011, ISBN 978-3-86541-458-8.
Wann macht die katholische Kirche endlich Frieden mit den Frauen? In: S. R. Dunde: Müssen wir an der katholischen Kirche verzweifeln? Gütersloh 1993, S. 125 ff.
Mit Martin Hasselhorn (Hrsg.): Orientierung für Frauen in der Lebensmitte. Reihe:berichte-materialien-planungshilfen. Päd. Arbeitsstelle des DVV, Bonn 1986.
Das Landjahr. Eine Jugenderziehungseinrichtung in der Zeit des Nationalsozialismus. Nörten-Hardenberg 1984.
Mit Martin Hasselhorn: Politische Erwachsenenbildung in Landgemeinden. Heidelberg 1976.
Dezentraler Kindergarten. Elternmitwirkung und Elternbildung. Hannover 1976.
Analyse der Erwachsenenbildung in der BRD und der DDR. UTB 271, Heidelberg 1973.